# Unsere Kirche
Unsere Kirche (Eigenschreibweise: UNSERE KIRCHE, Abkürzung: UK) ist eine Wochenzeitung der Evangelischen Kirche von Westfalen und der Lippischen Landeskirche. Sie erscheint in einer Auflage von ca. 18.000 Exemplaren.

## Geschichte
Seit 1916 erschien in Witten das evangelische Sonntagsblatt Friede und Freude, das mit 30 Lokalausgaben vor allem im Ruhrgebiet verbreitet war. Unsere Kirche betrachtet Friede und Freude als ihr Vorläuferblatt. 1941 musste Friede und Freude das Erscheinen einstellen.
Im Juni 1946 erteilte die britische Militärregierung die Lizenz für eine Zeitung namens Neue Kirche, deren erste Ausgabe noch im selben Monat, am 30. Juni 1946, erschien und fortan vierzehntäglich, mit einer Auflage von 250.000 Exemplaren. Ab 1951 erschien sie wöchentlich unter den Namen Unsere Kirche.
Die Redaktion war zunächst in den Von Bodelschwinghsche Stiftungen Bethel untergebracht. Seit 1972 arbeiten Redaktion und Verlag unter dem Dach des Evangelischen Medienhauses in Bielefeld-Brackwede, zusammen mit weiteren Abteilungen und Einrichtungen der Evangelischen Kirche von Westfalen (EKvW).
Seit 2015 erscheint Unsere Kirche zusätzlich zur gedruckten Ausgabe auch als App für Android und Apple iOS.

## Regionalteile, Inhalt und Anliegen
Unsere Kirche besteht aus einem 16-seitigen überregionalen Teil, elf Regionalteilen für die Evangelische Kirche von Westfalen, sowie je einem Regionalteil für die Lippische Landeskirche, die Evangelische Kirche im Saarland und den Kirchenverband Köln und Region. In den Regionalteilen werden die Termine der Gottesdienste und Veranstaltungen der Gemeinden veröffentlicht.
Die Wochenzeitung versteht sich als Gesprächsforum für die Gemeinden, Kirchenkreise und Einrichtungen der Evangelischen Kirche von Westfalen und der Lippischen Landeskirche. Sie informiert über Themen in Kirche und Gesellschaft und kommentiert Entwicklungen aus evangelischer Perspektive. Daneben werden auch Lesermeinungen veröffentlicht.
Weiterhin will die Zeitung auch Ermutigung im Glauben und Hilfe zur Bewältigung von Lebenskrisen geben. Sie veröffentlicht Reportagen, Interviews und Berichte aus dem Alltag der Menschen im Erscheinungsgebiet, die zeigen, wie Christen versuchen den Alltag zu bewältigen. Die Zeitung stellt auch neue Projekte aus den Gemeinden vor. Auch kulturelle Beiträge und Unterhaltendes sind enthalten.
Die Wochenzeitung sieht es als ihre Aufgabe an, das Evangelische herauszuarbeiten, will aber auch die Ökumene fördern. Artikel über Glaubensthemen sollen Menschen helfen, ihren eigenen Glauben zum Ausdruck zu bringen. Die beratenden Beiträge sollen den Lesern in Fragen der persönlichen Lebensgestaltung Anregung und Orientierung geben.

## Auflage
Im ersten Quartal des Jahres 2023 hatte die Wochenzeitung eine Gesamtauflage von 18.248 Exemplaren, bei einer verkauften Auflage von 17.704 Exemplaren, davon 11.376 an Abonnenten.